# 能代ショッピングセンター
能代ショッピングセンター（のしろショッピングセンター）は、秋田県能代市柳町にあるショッピングセンター。区分所有に基づきイオン東北と北都銀行がそれぞれ運営管理している。

## 概要

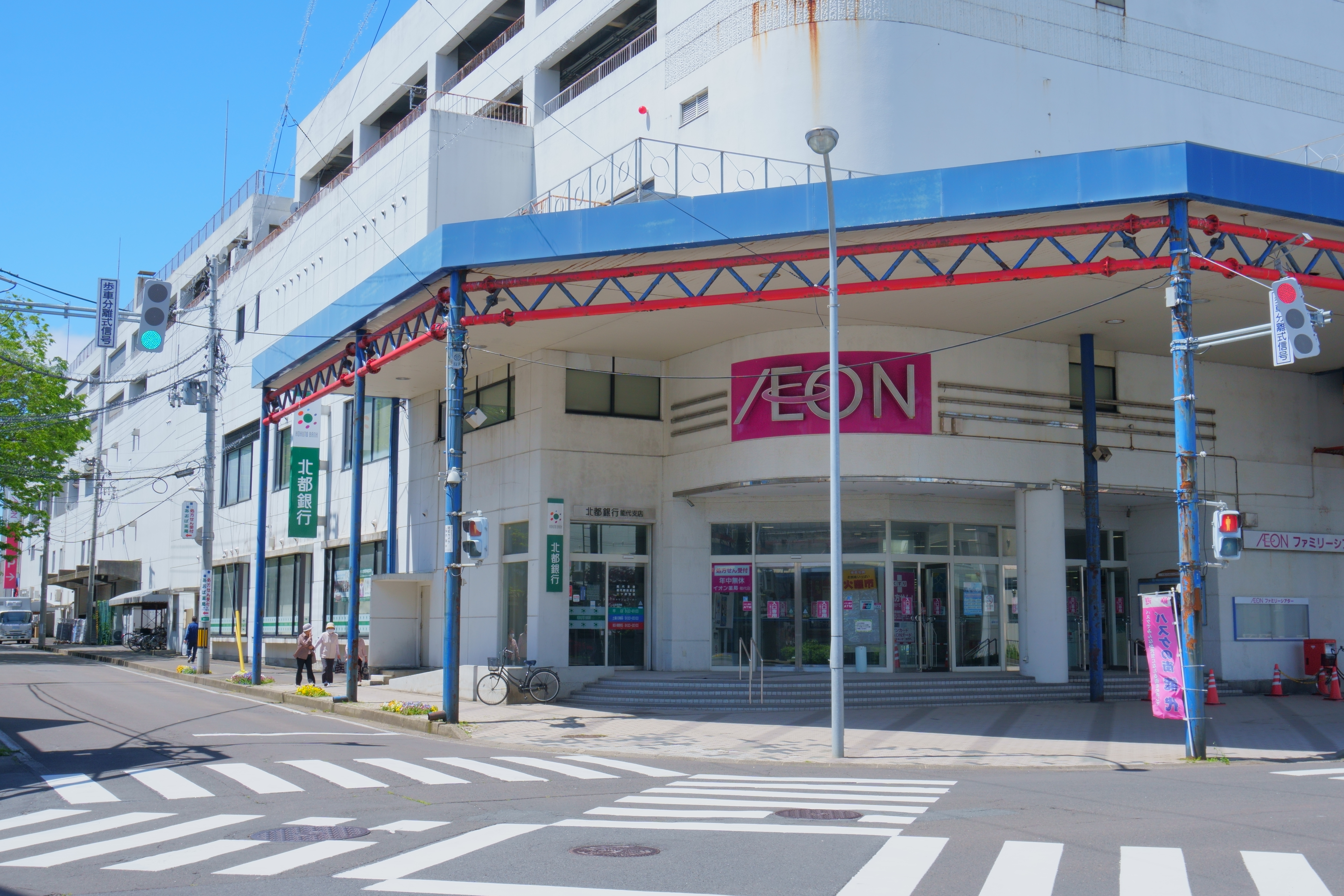
北都銀行能代支店

1981年（昭和56年）、秋木事業がイトーヨーカドーを核店舗とする「秋木能代ショッピングセンター」の出店構想を明らかにする。
この構想は、翌1982年（昭和57年）11月に秋木事業の親会社である秋木工業（本社：秋田市）の倒産により白紙となったものの、これに危機感を抱いた地元柳町商店街の事業者らが自らショッピングセンターをオープンさせることを決定。落合地区に移転した山本組合総合病院（現：能代厚生医療センター）跡地と羽後銀行（現：北都銀行）能代支店の敷地などを再開発し、ジャスコ（現：イオン）を誘致した。
1986年（昭和61年）10月、ジャスコと能代市柳町商店街振興組合などの出資によって能代中央都市開発を設立し、1990年（平成2年）12月18日、「能代ショッピングセンター」をオープンさせた。建物は能代中央都市開発と羽後銀行が区分所有し、能代中央都市開発はジャスコと賃貸契約を結び「ジャスコ能代店」、羽後銀行は「羽後銀行能代支店」を開設した。3階にはイオンリテール直営の「イオンファミリーシアター能代」（旧：ジャスコファミリーシアター能代）があり、現在市内では唯一の映画館となっている。1スクリーン100席と小規模であるが、東宝作品を中心に上映している。また、能代SCはジャスコメンテナンス（現：イオンディライト）が秋田で初めて設備管理を受注した商業施設でもある。
事業主体だった能代中央都市開発は、2006年（平成18年）11月にイオンの経営合理化により資産をイオンに譲渡し会社を解散。2008年（平成20年）8月のイオンの純粋持株会社への移行に伴い、資産はイオンリテールに移管された。

## 沿革

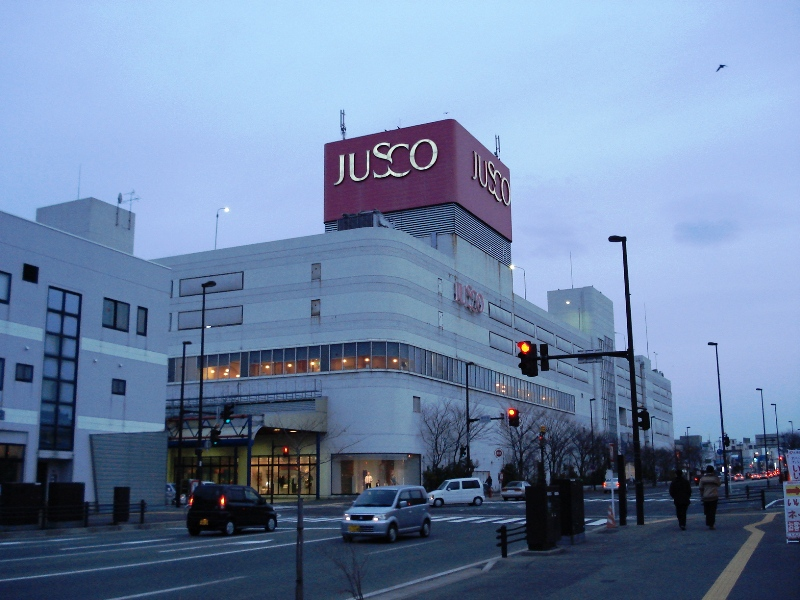
ジャスコ時代のショッピングセンター外観

- 1986年（昭和61年）10月29日 -「能代中央都市開発」設立[2]。
- 1990年（平成2年）12月18日 -「能代ショッピングセンター」オープン[3]。
- 1993年（平成5年）4月1日 - 会社合併に伴い、「羽後銀行能代支店」から「北都銀行能代支店」に改称。
- 2001年（平成13年）8月21日 - ジャスコ株式会社がイオン株式会社に商号変更。
- 2006年（平成18年）11月21日 - 能代中央都市開発の資産をイオンに譲渡。
- 2008年（平成20年）8月21日 - イオン株式会社の純粋持株会社移行により、イオンリテール株式会社が小売事業部門を継承[4]。
- 2011年（平成23年）3月1日 -「ジャスコ能代店」を「イオン能代店」に改称。
- 2013年（平成25年）5月18日 - イオンファミリーシアター能代がフィルム上映からデジタル上映へと移行[5]。
- 2020年（令和2年）
  - 3月1日 - イオン東北株式会社発足に伴い、店舗の管理・運営および食品売場をイオン東北に移管[6]。
  - 3月23日 - 北都銀行二ツ井支店を同能代支店内に統合。
  - 5月25日 - 北都銀行能代駅前支店を同能代支店内に統合。いずれもブランチインブランチ方式によるもので、従前の支店名・支店番号等は存置される[7]。
- 2021年（令和3年）
  - 9月1日 - イオン東北とイオンリテール東北事業本部の統合に伴い、「イオン能代店」衣料、住居余暇、H&BC各売場をイオン東北に移管[8][9]。
  - 11月24日 - 能代市とイオン株式会社にて、15項目の包括連携協定を締結[10]。斉藤滋宣市長などが出席し、能代市役所にて締結式を開催[10]。
  - 11月27日 -「メンchocoのしろWAON」の販売を開始[10]。
- 2023年（令和5年）
  - 9月4日 - 北都銀行三種支店を同能代支店内に統合[11]。
- 2024年（令和6年）
  - 1月8日 - 「天ぷら和食処四六時中能代店」が閉店[12]。
  - 1月23日 - 「イオンファミリーシアター能代」にて、この日限りの『THE FIRST SLAM DUNK』再上映を午前と午後の2回実施[13]。能代市にて、「バスケの街」をPRする特製ブースを設置し、バスケに関する土産品を販売[14]。
  - 2月27日 - 八峰町とイオン東北株式会社にて、災害時の物資供給に関する協定を締結[15]。堀内満也町長などが出席し、八峰町役場にて締結式を開催[15]。

## フロアとテナント

### フロア概要
核店舗のイオン能代店と14の専門店で構成される。
| 階  | フロア概要                           |
| --- | ------------------------------------ |
| R階 | 屋上駐車場                           |
| 5階 | 立体駐車場                           |
| 4階 | 立体駐車場                           |
| 3階 | レストランとレジャーのフロア、駐車場 |
| 2階 | ファッションのフロア                 |
| 1階 | 食品と暮らしのフロア                 |

### 主なテナント
１階
- パン工場（ベーカリー）

２階
- キャンドゥ（100円ショップ）

3階
- モーリーファンタジー（アミューズメント）
- Salon de LaMelu（美容室）
- 能代市市民サービスセンター（行政サービス）
- イオンファミリーシアター能代（映画館）

#### 北都銀行
- 2階 - 北都銀行能代支店 業務スペース、能代ローンステーション
- 1階 - 北都銀行能代支店・山本支店・能代駅前支店・二ツ井支店・三種支店、ATM2台

※テナント情報は2024年1月時点
出店テナント全店の一覧詳細情報は公式サイト「専門店」「フロアガイド」を、営業時間およびATMを設置している金融機関の詳細は公式サイト「営業時間」を参照。

## 新店構想
イオンモールは同市鰄渕の秋田自動車道能代東ICと国道7号に面した田んぼに「イオン新能代ショッピングセンター（仮称）」の進出計画を立てた。当初計画では、開発面積約95,000m2、店舗面積約35,000m2、専門店は約100店ならびに駐車場は2500台分設置するとした。
進出予定地は市によって農業振興地域に指定されているため、2005年（平成17年）にイオンは市に指定解除を申請した。だが当時の豊澤有兄市長は「中心市街地の活性化につながらない」として申請を却下した。しかし、翌年4月に市が隣接する山本郡二ツ井町と新設合併したことで実施された市長選で豊澤を破り初当選した斉藤滋宣は、「消費者の期待感」があるとして、話し合いに応じるスタンスを表明した。これを踏まえイオンは11月に2度目の解除申請を提出。2007年（平成19年）明けには、斉藤市長が商工会議所や市民団体、地元住民などと話し合いの場を持った。だが、地元商業関係者は進出に不安の声を上げていたほか、当時の能代商工会議所会頭は進出に反対していた。
このイオン進出を巡っては、賛成、反対の両派が入り乱れ、市を二分する騒動に発展した。2008年（平成20年）1月22日、進出に反対する「能代まちづくり会議」が出店の賛否を問う住民投票条例制定を求め、直接請求に必要な有権者を大幅に上回る4226人分の有効署名と条例案を市に提出した。これを受け、市は条例案を提出する市議会臨時会を招集。2月6日に条例案は臨時会に提出され、負託された条例審査特別委員会では5時間半に及ぶ激論の末、反対6、賛成5で住民投票条例案を否決。翌日開催の市議会臨時会では同特別委員会から付託された議案を否決したと報告があり、討論を経て、住民投票条例案を、賛成11、反対16の反対多数で否決した。これによって市は中断していた農振解除手続きを再開。県と本協議に入り、県が2月20日付で同意したことから翌21日に市が公告し農振解除は決定した。
解除決定を受け、イオンは出店実現に向けて手続きを始め、2013年（平成25年）度にイオン新能代SC（仮称）を開業させたいとした。しかし、東日本大震災が発生。開業は2015年（平成27年）に延期された。さらに2014年（平成26年）末、イオンが資材費高騰や用地確保が難しくなったため、開業を2017年（平成29年）以降に先延ばしたいと市に申し出たことが明らかとなった。この事態が伝わると地元経済界では「撤退するのでは」との憶測も囁かれた。
2017年8月21日、市は市議会全員協議会でイオンから示されたイオン新能代SC（仮称）ついて、店舗面積は22,800m2、建物は平屋建てに変更となり、当初計画にはなかったホームセンターを併設するなどの計画の概要を説明し、次いで8月28日付で、イオンは市にイオン新能代SC（仮称）の開発行為許可申請を提出した。これを受け、斉藤市長は「正直言って10年かかるとは思っていなかった。ようやくここまで来た」と述べた。

### 2021年春にも開業へ
イオンモールは、元々、水田で軟弱地盤だったイオン新能代SC建設地に盛り土を行い、地盤沈下が収まるのを待っていたが、収束しつつあるため、造成工事を2020年（令和2年）春から本格化させ、翌年春の開業を目指していることを明らかにした。

### ついに建築着手へ
2020年6月、イオンモールは新能代SCについて、11月建築工事に着手、来年11月完成の来年12月オープンを目指していることを明らかにした。また間取りも見直し、建築面積を従来案より2％削減、当初別棟にてオープンを計画していたホームセンターを本館と一体化させることも同時に明らかにした。
続いて9月初めに斉藤市長が、イオン側から「この秋に大規模小売店舗立地法（大店立地法）に基づく届け出等を行う予定で、3年秋ごろの開店を目指して準備を進めている」と報告を受けたことを明らかにした。イオン側は工事が順調に進んでいるためとしている。

### イオンモールからイオンタウンに
2021年（令和3年）7月から9月にかけて、イオンが建設中の「イオン新能代ショッピングセンター（仮称）」の正式名称が「イオンタウン能代」となり、運営会社に関してはイオンタウンに変更されたことが地元紙や様々なブログ、SNS等で明らかになった。変更に関しての公式発表はないため、詳細は不明だが、店舗面積の削減とそれに伴うテナント数の削減が影響していると考えられる。
11月22日、イオンタウンとイオン東北は「イオンタウン能代」に関しての詳細な情報を発表した。主な情報は以下の通りである。
- オープン日は11月27日(土)午前9時
- 核店舗はイオンスタイル能代東
- イオンスタイルを含む32の専門店
- 秋田県内初出店は9店舗
- エリア最大級の約1,600台の駐車場

なお、今後の能代ショッピングセンターに関しての発表は無かった。

### イオンタウン能代開業後
紆余曲折を経てイオンタウン能代は2021年11月27日にグランドオープンしたが、能代ショッピングセンターについてはその後も営業を継続している。

## アクセス

### 鉄道
- JR五能線 - 能代駅から徒歩で約11分、向能代駅から徒歩で約36分

### 自動車
- 秋田自動車道 - 能代南IC、能代東ICより約14分

### 駐車場
当施設の駐車場は、754台利用可能である。なお、屋上駐車場は休日のみ利用可能となる。
| 施設駐車場    | 駐車台数 | 駐車可能時間             | 備考          |
| ------------- | -------- | ------------------------ | ------------- |
| 3階立体駐車場 | 65       | 8:00 - 22:00             | 高さ制限2.1ｍ |
| 4階立体駐車場 | 215      | 8:00 - 22:00             | 高さ制限2.1ｍ |
| 5階立体駐車場 | 227      | 8:00 - 22:00             | 高さ制限2.1ｍ |
| 屋上駐車場    | 247      | 8:00 - 22:00（休日限定） | 高さ制限2.1ｍ |